# Perverted by Language
Albums de The Fall
Fall in a Hole
(1983) The Wonderful and Frightening World of The Fall
(1984)
Perverted by Language est un album de The Fall, sorti en 1983 chez Rough Trade.
Il s'agit le premier album du groupe à inclure Brix Smith, alors épouse du leader Mark E. Smith, au chant sur Hotel Blöedel. Bien que la plus grande partie de l'album fût enregistrée avant qu'elle rejoigne le groupe, son arrivée marque un clair éloignement du groupe de ses origines punk, avec des influences et un groove inspirés de formations expérimentales comme Can,.
L'album contient la chanson Eat Y'self Fitter choisie par John Peel sur l'un de ses Desert Island Discs ; lorsque Peel entendit la chanson pour la première fois, lors d'une session du groupe en mars 1983, il déclara à l'antenne qu'il avait eu un malaise et que son producteur, John Walters, avait dû le ranimer.
L'album fut le seul LP du groupe dans le cadre de ses nouvelles relations avec Rough Trade, qu'il avait quitté en 1981. Une collaboration avortée en raison des vidéos longue durée que le groupe prétendait réaliser à grand frais pour accompagner l'album. La vidéo Perverted By Language Bis fut finalement réalisée par le groupe lui-même et les producteurs Ikon, qui sortirent le produit finalisé en cassette VHS en 1984 (une édition DVD fut éditée par Cherry Red en 2003), alors que le groupe avait signé chez Beggars Banquet.
L'album Perverted by Language a donné son titre à un recueil de 23 nouvelles, notamment écrites par Mark E. Smith lui-même, Nicholas Blincoe, Michel Faber, Helen Walsh, Steward Lee, Robin Hitchcock, Rebecca Ray et Niall Griffiths, chacune basée sur une chanson du groupe ; l'ouvrage fut publié en 2007 par la maison d'édition londonienne Serpent's Tail,.

## Titres

### Face A
1. Eat Y'Self Fitter (Mark E. Smith) – 6:38
2. Neighbourhood of Infinity (Smith, Karl Burns, Paul Hanley, Steve Hanley, Craig Scanlon) – 2:41
3. Garden (M. Smith, Scanlon) – 8:42
4. Hotel Blöedel (M. Smith, S. Hanley, Brix Smith) – 3:47

### Face B
1. Smile (M. Smith, Scanlon) – 5:06
2. I Feel Voxish (M. Smith, S. Hanley, Marc Riley) – 4:19
3. Tempo House (M. Smith, S. Hanley) – 8:51 (recorded live at The Haçienda, Manchester July 1983)
4. Hexen Definitive / Strife Knot (M. Smith, Burns, Adrian Niman, Scanlon) – 6:57

## Rééditions
Il y a eu au total 5 éditions de l'album au format CD. Les trois premières (1984 - Line, 1993 - Castle and 1998 - Cog Sinister) reproduisaient le vinyle original. En 1988 une réédition par Castle Music présente un mix légèrement différent (surtout sensible sur Garden) et inclut 5 pistes bonus.
- Bonus de l'édition de 1998 :

1. The Man Whose Head Expanded
2. Ludd Gang
3. Kicker Conspiracy
4. Wings
5. Pilsner Trail

Les deux premières furent éditées en single en juin 1983, les deux suivantes en octobre de la même année (accompagnées d'un disque incluant deux morceaux tirées d'une Peel Session, The Container Drivers et New Puritan), toujours par Rough Trade. La cinquième piste est un inédit provenant des mêmes sessions d'enregistrement que Perverted by Language, qui était déjà parue sur un bootleg sous le nom de Plaster On The Hands.
L'édition de 2005, encore chez Castle Music, incluait l'album dans son mix original, les pistes bonus de l'édition de 1988, un disque complémentaire avec un enregistrement live de l'époque de l'album, une Peel Session, ainsi que le remix de Garden présent sur l'édition précédente.
- Disque bonus de l'édition de 2005 :

1. Smile
2. Garden
3. Hexen Definitive/Strife Knot
4. Eat Y'Self Fitter
5. Garden (remix de 1998)
6. Neighbourhood Of Infinity (live à Munich, avril 1984)
7. Smile (live à New York, mai 1983)
8. Tempo House (live à New York, mai 1983)
9. Perverted by Language (live à Londres, décembre 1983)
10. Wings (live à Londres, mars 1982)
11. Backdrop (live à Brighton, octobre 1983)

Les pistes 1 à 4 sont tirées de la sixième Peel Session du groupe. La piste 6 était déjà sortie sur la compilation de 1987 Palace Of Swords Reversed parue sur le label du groupe Cog Sinister. Les pistes 7 et 8 figuraient sur la compilation Speed Trials de Homestead Records, avec notamment des morceaux de Sonic Youth, Lydia Lunch et les Beastie Boys.

## Personnel

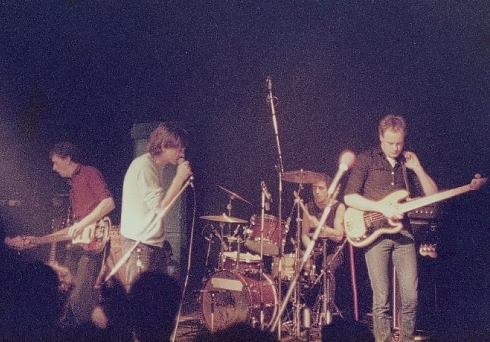
The Fall en concert le 13 avril 1984 à Hambourg, dans le cadre de la tournée Perverted by Language.

- Mark E. Smith – chant, piano, violon
- Craig Scanlon – guitare, chant
- Steve Hanley – guitare
- Paul Hanley – batterie, claviers
- Karl Burns – batterie, basse
- Brix Smith – guitare et chant sur Hotel Blöedel, chœurs sur Eat Y'Self Fitter